# Liste der Kirchen und Kapellen in der Verwaltungsgemeinschaft Bad Grönenbach

Lage der Verwaltungsgemeinschaft Bad Grönenbach im Landkreis Unterallgäu

Die Liste der Kirchen und Kapellen in der Verwaltungsgemeinschaft Bad Grönenbach bietet eine Übersicht über die christlichen Gotteshäuser auf dem Gebiet der Gemeinden Bad Grönenbach, Wolfertschwenden und Woringen sowie der jeweiligen Ortsteile.
Die römisch-katholische Pfarreiengemeinschaft Bad Grönenbach des Bistums Augsburg besteht aus den Pfarreien Bad Grönenbach, Niederdorf, Wolfertschwenden, sowie Zell-Woringen. Die katholische Pfarreiengemeinschaft wird derzeit (2009) von Pfarrer Klemens Geiger geleitet und gehört dem Dekanat Memmingen an. Diese Liste enthält der Vollständigkeit halber auch alle evangelischen Kirchen, welche sich auf dem Gebiet der Gemeinden befinden.

## Hinweise zu den Angaben in der Tabelle
- In der Spalte Name ist der Kirche oder Kapelle genannt
- In der Spalte Konfession ist die Glaubensrichtung der Kirche oder Kapelle aufgeführt
- In der Spalte Patrozinium ist, sofern vorhanden, das Patrozinium gelistet
- In der Spalte Entstehungszeit/Beschreibung ist ein kurzer geschichtlicher Abriss, sowie eine kurze Beschreibung des Objektes aufgeführt
- In der Spalte Ort ist die Ortschaft bzw. der Weiler, sowie die Adresse des Gebäudes genannt
- In der Spalte Denkmalnummer ist die Denkmalnummer des Bayerischen Landesamts für Denkmalpflege angegeben, sofern die Kirche oder Kapelle unter Denkmalschutz steht
- In der Spalte  kann der geographische Standort auf verschiedenen Karten per Klick auf das Icon angezeigt werden

Bis auf die Spalte Bild sind alle Spalten sortierbar.

## Kirchen und Kapellen
| Name                                       | Konfession   | Patrozinium                        | Entstehungszeit/Beschreibung | Ort                                | Denkmalnummer |                     | Bild |
| ------------------------------------------ | ------------ | ---------------------------------- | --- | ---------------------------------- | ------------- | ------------------- | ---- |
| St. Philipp und JakobStiftskirche          | röm.-kath.   | St. Philipp und St. Jakob          | Die Kirche wurde erstmals 1136 geweiht. Im Jahr 1445 fand erneut eine Weihe statt, nachdem die Kirche neu errichtet wurde. 1479 wurde dir Kirche zur Kollegiatstiftskirche erhoben. Eine Renovierung fand 1663 statt, die Sakristei wurde 1784 angebaut. | Bad GrönenbachStiftsberg 19        | D-7-78-144-18 | 47.873886 10.221142 |      |
| Spitalkirche                               | evang.-ref.  | Hl. Geist                          | Im Jahr 1479 wurde die damals noch röm.-kath. Spitalkirche gestiftet. 1633 ist die Kirche abgebrannt und wurde erst 1723 wieder aufgebaut. 1808 ging die Spitalkirche in das Eigentum der evangelisch-reformierten Gemeinde über. Der Turm wurde 1880 erbaut. | Bad GrönenbachSonnenstraße 3       | D-7-78-144-9  | 47.875087 10.221941 |      |
| St. Peter und Paul                         | röm.-kath.   | St. Petrus und St. Paulus          | Die erste urkundliche Erwähnung der Kirche findet sich 1477. Bereits von 1167 ist jedoch eine Reliquienschenkung überliefert, was auf eine frühere Kirche hindeutet. Nachdem der Zustand der Kirche sich massiv verschlechterte, wurde die bestehende Kirche abgebrochen und ein Neubau errichtet, dieser wurde 1865 eingeweiht. Die letzte Renovierung fand bis 1980 statt. | ZellKirchenweg 5                   | D-7-78-144-43 | 47.899197 10.205355 |      |
| St. Cyriacus                               | röm.-kath.   | St. Cyriakus, Largus und Smaragdus | Im Jahr 1709 wurde der Grundsteinlegung zum Neubau der Kirche gelegt. Das Turmuntergeschoß stammt jedoch noch aus dem 15. Jahrhundert. In den Jahren 1758 bis 1760 wurde die Sakristei angebaut und 1765 der Kirchturm aufgestockt. | NiederdorfGeorg-Schnadel-Weg 3–5   | D-7-78-218-16 | 47.903847 10.258023 |      |
| St. Vitus, Modestus und Kreszentia         | röm.-kath.   | St. Vitus, Modestus und Kreszentia | Der wesentliche Teil der Kirche entstammt dem 15. Jahrhundert. Im Jahr 1713, sowie 1773 und 1774 wurde die Kirche restauriert. | WolfertschwendenSonnenweg 23       | D-7-78-218-5  | 47.893363 10.265071 |      |
| Unser Frauen(Ehemalige Marienkirche)       | evang.-luth. | St. Maria                          | Der Großteil der Kirche wurde im 15. Jahrhundert erbaut. Ausgrabungen von 1959 fanden jedoch Fundamente welche bis in das 12. oder 13. Jahrhundert zurückdatiert werden konnten. Die Allerheiligenkapelle wurde 1477 errichtet. Der Turmhelm wurde 1958 restauriert. | WoringenZeller Straße 4            | D-7-78-219-1  | 47.92217 10.202141  |      |
| St. Leonhard                               | röm.-kath.   | St. Leonhard                       | Die Kirche wurde 1439 erbaut. Der Turm entstammt dem 12. Jahrhundert. 1952 fand die letzte Renovierung der Kirche statt. | IttelsburgThalstrasse 7            | D-7-78-144-32 | 47.874267 10.269004 |      |
| St. Johannes Baptist                       | röm.-kath.   | St. Johannes Baptist               | Im Kern geht die Kirche auf den Bau des Jahres 1167 zurück. Im Jahr 1658 wird von einer Wiederherstellung der Kirche berichtet. | DietratriedAn der Kirche 2         | D-7-78-218-12 | 47.920074 10.248984 |      |
| Kapelle mit Kerkerheiland                  | röm.-kath.   |                                    | Die Kapelle wurde in den Jahren 1695–1700 errichtet. Im Inneren befindet sich eine lebensgroße Holzfigur Christi aus dem 18. Jahrhundert. | Bad GrönenbachStiftsberg           | D-7-78-144-20 | 47.874191 10.220799 |      |
| Schlosskapelle                             | röm.-kath.   |                                    | Die Schlosskapelle war ursprünglich direkt im Hohen Schloss untergebracht. Seit 1938 befindet sich diese im direkt daneben gelegenen Ringeisenhaus. | Bad GrönenbachPappenheimerstraße 2 |               | 47.87616 10.217006  |      |
| St. Franz Xaver                            | röm.-kath.   | St. Franz Xaver                    | Die Kapelle wurde 1885 erbaut. Die Glasfenster stammen von 1910, der Kreuzweg von 1905. | Gmeinschwenden 8                   | D-7-78-144-25 | 47.842658 10.230643 |      |
| St. Anna                                   | röm.-kath.   | St. Anna                           | Die Kapelle wurde 1772 erbaut. Die im Inneren aufgestellten Holzfiguren stammen aus dem 15.–17. Jahrhundert. | Kornhofen 1                        | D-7-78-144-34 | 47.85358 10.230879  |      |
| Kapelle                                    | röm.-kath.   |                                    | Die Kapelle wurde im Jahre 1896 von Kunigunde Epple, als Erfüllung eines Gelübdes erbaut. | ThalÄußere Bahnhofstrasse 5        |               | 47.884694 10.253559 |      |
| St. Maria                                  | röm.-kath.   | St. Maria                          | Im Jahr 1778 wurde die Kapelle erbaut. Die Figurengruppe und der Kreuzweg entstammen dem 18. Jahrhundert. | BossartsBossarts 3                 | D-7-78-218-10 | 47.91778 10.261177  |      |
| Wegkapelle mit Christus an der Geißelsäule | röm.-kath.   |                                    | Erbaut im 18. Jahrhundert. Kleiner quadratischer Bau mit Christusfigur an der Geißelsäule. | WolfertschwendenBachstraße 11      | D-7-78-218-7  | 47.894018 10.265447 |      |
| Wegkapelle mit Schutzengelfigur            | röm.-kath.   |                                    | 2000 | Rothenstein 4                      |               | 47.866838 10.202619 |      |
| Wegkapelle mit Marienfigur                 | röm.-kath.   |                                    | 1950 | Herbisried 9                       |               | 47.850709 10.221177 |      |
| St. Hubertus                               | röm.-kath.   | St. Hubertus                       | | Ehwiesmühle 4                      |               | 47.867747 10.296915 |      |